# Kaspar Teschemacher
Kaspar Teschemacher (* 1657 in Elberfeld (heute: Stadtteil von Wuppertal); † 1727 ebenda) war Kaufmann und Ratsverwandter in Elberfeld.
Als Sohn von Benjamin Teschemacher, einem Kaufmann zu Uellendahl und Elberfeld sowie  Ratsverwandten (* 1619 in Elberfeld; † 1681 in Elberfeld) und Katharina Schlösser (* 1630 in Elberfeld; † 1717 in Elberfeld) erhielt Kaspar Teschemacher am 25. November 1657 in Elberfeld die Kindstaufe. Sein Großvater Johannes Teschemacher († 1625) war 1616 ebenfalls Bürgermeister von Elberfeld.
Am 8. November 1686 heiratete er in Elberfeld Anna Katharina Wuppermann (1664–1705) und hatte mit ihr acht Kinder, unter anderem Anna Christina Teschemacher. Anna Christina heiratete 1711 den Bankier Conrad Kersten.
Ein weiteres Mal ging Kaspar Teschemacher am 10. Oktober 1709 die Ehe mit Helena Katharina Siebel (1679–1748) ein, sie war die Tochter des Barmer Kaufmanns und Garnbleichers Kaspar Siebel. Mit ihr hatte er eine weitere Tochter.
Teschemacher war selbst 1720 als Bürgermeister der Stadt Elberfeld tätig und später Stadtrichter. Er starb 1727 und wurde am 2. Oktober beerdigt.